# Menemerus placidus
Menemerus placidus là một loài nhện trong họ Salticidae.
Loài này thuộc chi Menemerus. Menemerus placidus được Wanda Wesołowska miêu tả năm 1999.